# Stop Spild Af Mad
Stop Spild Af Mad er en dansk forbrugerorganisation, der arbejder for at reducere madspild i samfundet. Organisationen blev etableret i 2008 af Selina Juul, der er daglig leder af bevægelsen og dens markante talsperson. Organisationen drives af frivillig arbejdskraft, og den opererer ikke med et egentligt medlemskab; i stedet baserer den sig på, at man støtter den via hjemmesiden eller Facebook. Organisationen har på den måde 41.000 personer som støtte ifølge egne oplysninger (pr. 2015).

## Organisationens arbejde
Stop Spild Af Mad arbejder via information og praktiske aktioner for at udbrede budskabet om, at det er økonomisk uansvarligt at kassere mad, der kunne have være brugt til menneskeføde, i hjemmene, på restauranter, i butikker, hos producenterne og i andre led af fødevarekæden. Landbrug & Fødevarer har estimeret, at det årlige spild af mad i Danmark er på over 700.000 tons årligt til en værdi på 11,6 milliarder kr.
Stop Spild Af Mad har via sin meget aktive frontfigur Selina Juul formået at bringe problemet frem i rampelyset og opnået støtte hos en række toneangivende politikere (bl.a. en række nuværende og tidligere ministre og toppolitikere som Eva Kjer Hansen, Poul Nyrup Rasmussen, Ritt Bjerregaard, Connie Hedegaard, Bertel Haarder, Frank Jensen, Dan Jørgensen, Karen Ellemann, Henrik Høegh og Kirsten Brosbøl), og en række aktører i fødevarebranchen, blandt andet Rema 1000 og Coop Danmark samt aktioner med indsamling af overskudsmaden fra arrangementer som Roskilde Festival med uddeling til trængende i samfundet.
Der er opnået markante resultater på området, hvilket i høj grad tilskrives Stop Spild Af Mads evne til at sætte problemstillingen på den offentlige dagsorden. Således kunne det Danske Handelsblad og Danmarks Landbrug & Fødevarer rapportere, at Danmark i perioden 2010-2015 har reduceret sit samlede spild af mad med 25 %, hvilket er rekord i Europa.

## Hæder
Med de gode resultater og den store synlighed har organisationen modtaget flere hædersbevisninger og priser, der er tilfaldet stifteren Selina Juul, heriblandt:
- Svend Auken-prisen, 2013
- Nordisk Råds Natur- og Miljøpris, 2013